# Funerale a Ornans
Il Funerale a Ornans (Un enterrement à Ornans) è un dipinto a olio su tela di Gustave Courbet, realizzato nel 1849-1850 e conservato al Musée d'Orsay di Parigi.

## Storia
L'opera, iniziata nell'estate del 1849  e portata a compimento nel 1850, fu presentata da Courbet al Salon del 1850-1851 con il titolo di Tableau de figures humaines, histoire d'un enterrement à Ornans [Quadro di figure umane, narrazione di un funerale a Ornans]. L'opera suscitò aspre polemiche e espose l'artista all'incomprensione: a essere giudicate negativamente dai critici e dai contemporanei erano in particolare la volgarità dei personaggi, ritenuti privi di decoro, la trivialità dell'insieme e le dimensioni monumentali della tela.
Tra gli innumerevoli detrattori fu solo un critico a schierarsi a favore del Funerale a Ornans, sentenziando profeticamente che si sarebbe trattato «nella storia moderna le colonne d'Ercole del Realismo». L'opera, al di là della «bruttezza» delle figure effigiate, suscitò scandalo infatti soprattutto perché era troppo vera. Anche Courbet era pienamente consapevole dell'importanza della sua opera, tanto che affermò: «Il funerale a Ornans è stato in realtà il funerale del Romanticismo».

## Descrizione
Si tratta di un dipinto pittoresco realista che raffigura un anonimo funerale di Ornans (cittadina natale di Courbet) del quale sono visibili una trentina di partecipanti: vi riconosciamo, in particolare, il sindaco, i sagrestani con l'abito rosso da cerimonia, i chierichetti, il giudice, i contadini, alcune donne, il padre di Courbet, il notaio, e il becchino in attesa. Tutte persone comuni dunque, perlopiù sconosciute e anonime, compresse e appiattite sullo sfondo, disposte come se fossero in un fregio antico. In primo piano troviamo infine l'apertura della fossa, sul bordo della quale vi sono alcuni teschi, che invitano lo spettatore a riflettere sulla caducità della vita e sulla tragica condizione umana.
L'atteggiamento profondamente innovatore di Courbet si manifesta non solo nella scelta dei soggetti, sino ad allora ritenuti indegni di una rappresentazione pittorica, ma anche nelle dimensioni della tela. La superficie del Funerale a Ornans, infatti, supera i diciotto metri quadrati: queste dimensioni erano tradizionalmente riservate ai quadri di storia, o almeno alle scene di genere, non certo a un'opera raffigurante una situazione banale e priva di un qualsivoglia carattere mitico e divino.
I colori sono bruni, terrosi e spaziano dall'austerità dei verdi scuri e dei grigi spenti alla solennità dei neri, passando per la vivacità dei bianchi e dei rossi. Le pennellate, invece, sono pesanti e pastose e mettono ben in evidenza la fisicità dei personaggi. Nel dipinto, inoltre, non c'è una costruzione prospettica rinascimentale e volumetrica, mentre sono evidenti i tagli fotografici laterali, tipici dell'epoca a causa dello sviluppo della fotografia.